# Кишерамобин
Кишерамобин (порт. Quixeramobim) — муниципалитет в Бразилии, входит в штат Сеара. Составная часть мезорегиона Сертойнс-Сеаренсис. Входит в экономико-статистический микрорегион Сертан-ди-Кишерамобин. Население составляет 68 966 человек на 2007 год. Занимает площадь 3 275,838 км². Плотность населения — 18,1 чел./км².
Праздник города — 14 августа.

## История
Город основан в 1856 году.

## Статистика
- Валовой внутренний продукт на 2004 составляет 182.925.000,00 реалов (данные: Бразильский институт географии и статистики).
- Валовой внутренний продукт на душу населения на 2004 составляет 3.089,00 реалов (данные: Бразильский институт географии и статистики).
- Индекс развития человеческого потенциала на 2000 составляет 0,640 (данные: Программа развития ООН).

## География
Климат местности: полупустыня.